# 湯本長伯
湯本 長伯（ゆもと ながのり、1949年（昭和24年）- ）は、日本の工学者。前日本大学工学部教授。専門は、社会構造設計、産学連携学、情報体系学・設計データベース研究。工学博士 (早稲田大学) 。早稲田大学芸術学校、同理工学部建築学科非常勤講師、東京大学大型計算機センター、埼玉県の女子短期大学教授、慶應義塾大学大学院非常勤講師、旧・九州芸術工科大学教授や九州大学教授、産学連携学会初代会長・名誉会長などを歴任。長野県生まれ、東京都出身。

## 来歴
早稲田大学・慶応義塾大学講師を経て、2001年に旧・九州芸術工科大学教授に就任。2003年には、同大学と九州大学の統合に伴い九州大学所属となる。また２年間の準備を経て、同年に発足した産学連携学会の初代会長に就任し、後に理事・名誉会長を歴任。2013年に九州大学を定年退官し、日本大学工学部教授に就任した。その他、環境計画学会代表などの学協会役員を歴任。母校である東京都千代田区の旧・永田町小学校校舎を始め東京都心の廃校校舎再生を通じ、生活環境の再構築研究にも関わった。宮崎県都城市の旧都城市民会館の保存再生活用にも取り組み、同タイトルのコンペティションも主催。現在は、文化財としての保存活用に、力を入れている。

## 略年表
- 1949年長野県生まれ。両親ともに東京に居住していたが、焼け野原の東京を避けて長野県小布施町で出生。
- 東京都に育ち、旧・永田町小学校（廃校、一時は麹町中学校校舎として使用、現在は使用されていない）、麹町中学校、開成高等学校卒業。[1]
- 1972年-早稲田大学理工学部建築学科卒業。
- 1974年-同修士課程修了。
- 1980年-同博士課程修了。
- 1982年-工学博士（早稲田大学）、建築の設計方法論等の建築論設計論研究に加え、情報研究を開始。日本で最初の、建築系機械可読型データベースを作成。東京大学大型計算機センターにて、利用を公開した。その後に、CAD・CG等のコンピュータによる設計関係作業の、システム化研究を進める。
- 1980年〜、出版への誘いを契機に、インテリア系生活関連空間の研究および、家具等のプロダクトデザイン関連研究を開始。インテリアプランナー、インテリアコーディネーターの資格試験および、教育普及に関わる。IC試験には、27年間の長きに渡り関わる。
- 1990年〜94年にかけて、東京大学大学院工学研究科に内地留学。土木分野も含めた広範な社会構造設計研究を開始。知の生産に関する方法論や、知的資産の蓄積、知的財産権などの研究蓄積を、統合する研究を開始する。
- 2001年-旧・九州芸術工科大学・地域共同研究センター教授。産学連携・知的財産を専門とするが、芸術系教員としてデザイン等の創造・創作活動も行う。
- 2003年-大学統合により九州大学産学連携センター（英文名:芸術科学技術共同研究センター）教授、産学連携学会初代会長。特定非営利活動法人・産学連携学会の登録商標《プロメテウスの火》をデザイン。著作権を除き商標権は同学会に無償譲渡。メールニュースの形式もデザイン。
- 2013年-日本大学工学部建築学科教授、都市建築インテリアの空間設計と、家具等のプロダクトデザインや舞台美術など、幅広く生活や空間に関連する存在物の設計教育に関わる。

## 博士論文
- 1982年 - 湯本 長伯『設計の方法及びシステムに関する研究 : 建築の設計作業と計画・管理するための概念モデルの提案』早稲田大学。

## 著書
- 『産学連携入門』JST科学技術振興機構 2006
- 『4建築・都市系学生のための卒業設計の進め方』井上書院 2008
- 『3国立大学・財務経営ハンドブック「国立大学経営」』財団法人国立大学・財務経営センター 2008
- 『建築都市環境系設計のための「行く見る測る考える－発見･発想･試行のフィールド・デザイン」（日本建築学会刊行物/査読付）』 鹿島出版会 2011
- 『12の祈りの空間』建築画報社 2011

他、論文多数。